# Reinhart Müller-Freienfels
Reinhart Müller-Freienfels (* 14. März 1925 in Berlin; † 1. April 2010 in Stuttgart) war ein deutscher Fernsehredakteur, Fernsehproduzent und Drehbuchautor.

## Leben und Wirken

### Ausbildung und Studium
Der Sohn des Psychologen, Philosophen und Hochschullehrers Richard Müller-Freienfels und dessen Gattin Käte, einer Studienrätin, besuchte in Berlin bis zu seinem Abitur 1942 die Heinrich-von-Kleist-Oberschule. Anschließend wurde er zum Kriegsdienst eingezogen. Nach der Entlassung aus der Kriegsgefangenschaft studierte Müller-Freienfels von 1946 bis 1954 an den Universitäten von Marburg und Frankfurt am Main Literaturwissenschaften, Philosophie und Neuere Geschichte. 1954 promovierte er mit der Dissertation über Das Lebensgefühl in Schnitzlers Dramen zum Dr. phil.

### Arbeit am Theater und beim Fernsehen
Bereits während seines Studiums wandte sich Müller-Freienfels dem Theater zu. Von 1946 bis 1948 war er als Schauspieler am Marburger Theater, anschließend spielte er bis 1953 an Fritz Rémonds Kleinen Theater im Zoo in Frankfurt. Nach seinem Studienabschluss wandte sich der Berliner dem kurz zuvor etablierten bundesdeutschen Fernsehen zu. Von 1955 bis 1956 wirkte Müller-Freienfels als Redakteur beim Aktuellen Fernsehen des Hessischen Rundfunks, kehrte anschließend aber für weitere fünf Jahre als Dramaturg und Schauspieler an das Kleine Theater im Zoo zurück, wo er bis 1961 tätig war. Zu dieser Zeit hatte er sich mit seinem Drehbuch zu dem Fünfteiler Am grünen Strand der Spree auch in der Fernsehbranche schlagartig einen Namen gemacht.
1961 kehrte er zum Fernsehen zurück und war bis 1985 Leiter der Hauptabteilung Fernsehspiel beim Süddeutschen Rundfunk (SDR) in Stuttgart. Dort setzte er sich vor allem für ambitionierte Literaturverfilmungen ein. In der Folgezeit gelang es Müller-Freienfels, den irischen Dramatiker Samuel Beckett für das deutsche Fernsehen zu gewinnen. Beckett, mit dem Müller-Freienfels eine lebenslange Freundschaft verband, belieferte eine Reihe von Vorlagen für SDR-Produktionen, die Müller-Freienfels als Fernsehspielchef produzieren ließ. Er selbst trat nur selten als Produzent bzw. Produktionsleiter (wie z. B. Dantons Tod, Die Physiker, der Dreiteiler Rebellion der Verlorenen und mehrere Tatort-Krimis) oder als verantwortlicher Redakteur (wie z. B. 1968 bei Helmut Käutners berühmter Bel Ami-Version mit Helmut Griem in der Titelrolle oder auch 1981 bei Goethes Die Wahlverwandtschaften von Claude Chabrol, erneut mit Griem in der Hauptrolle) in Erscheinung.
Reinhart Müller-Freienfels war mit der Schauspielerin Irene Marhold verheiratet.

## Filmografie
- 1960: Am grünen Strand der Spree (Drehbuch)
- 1962: Wer einmal aus dem Blechnapf frißt (Drehbuch)
- 1962: Mr. Pim möchte nicht stören (Drehbuch)
- 1962: Der Unschuldige (Produktion)
- 1963: Dantons Tod (Produktion)
- 1963: Detective Story (Produktion)
- 1964: Amédée – oder Die Kunst des Schuhputzens (Kurzfilm, Drehbuch)
- 1964: Die Physiker (Produktion)
- 1966: Fluchtversuch (Produktion)
- 1966: Der Beginn (Produktion)
- 1966: Der gute Mensch von Sezuan (Produktion)
- 1967: Bratkartoffeln inbegriffen (Produktion)
- 1968: Diese Frau zum Beispiel (Produktion)
- 1969: Rebellion der Verlorenen (drei Teile, Produktion)
- 1970: Unter Kuratel (Produktion)
- 1971: Ein Vogel bin ich nicht (Produktion)
- 1972: Tatort: Kennwort Fähre (Produktion)
- 1972: Endstation (Produktion)
- 1973: Endstation
- 1974: Tatort: Gefährliche Wanzen  (Produktion)
- 1981: Quadrat 1 + 2 (Produktion)
- 1983: Nacht und Träume (Produktion)
- 1983: Tatort: Verdeckte Ermittlung (Produktion)